# Маркс Васса Петрівна
Васса Петрівна Бельська, у шлюбі Маркс (1816, Харків — 1887, Тбілісі) — українська акторка театру. 

## Життєпис
Творчу діяльність почала 1827 року в антрепризі І. Штейна в Харкові. Згодом працювала в трупах Ф. Кочевського (Таганрог), К. Зелінського (в Катеринославі, нині Дніпро, і Ставрополі), І. Дрейсіга (Тбілісі). Серед її найбільш відомих ролей можна відзначити: Розу («Нема зла без добра» М. Хмельницького), Олександру («Ігнашка дурний» за Скрібом), Тетяна, Наталку («Москаль-чарівник», «Наталка Полтавка» Котляревського), Настю («Бой-жінка» Квітки-Основ'яненка) та інші.